# Lorinne Vozoff
Lorinne Cecilia Vozoff (* 18. September 1932 in Decatur, Illinois) ist eine US-amerikanische Schauspielerin, Dramaturgin und Regisseurin.

## Leben
Vozoff wurde als Lorinne Cecilia Dills in Decatur im US-Bundesstaat Illinois geboren.
Nach ihrer Schulzeit studierte sie Dramatik und Theaterkunst an der in Urbana und Champaign liegenden University of Illinois at Urbana-Champaign (UIUC). Später wechselte sie an die University of California (UCLA) in Los Angeles, wo sie die Studienfächer Literatur und Sprachwissenschaften belegte. Zwischen 1970 und 1976 nahm sie am „Actors & Directors Lab“ in Beverly Hills teil, wo sie unter anderem von Jack Garfein, Harold Clurman, Marcel Marceau und Lichine Ballet nach dem Stanislavski-System unterrichtet wurde.
Vom 13. Juni 1953 bis zu ihrer Scheidung am 9. September 1954 war sie mit John William Murray verheiratet. Seit dem 30. Juli 1955 ist sie in zweiter Ehe mit Jerome Walter Vozoff verheiratet, mit dem sie die gemeinsame Tochter Kate hat, die ebenfalls als Schauspielerin arbeitete. Sie lebt und arbeitet in Los Angeles.

## Karriere
Ihr Fernsehdebüt hatte Vozoff 1975 mit einer Nebenrolle in der Fernsehserie Kojak – Einsatz in Manhattan mit Telly Savalas; ihr Filmdebüt folgte 1984 mit einem Auftritt in dem Film Triple Trouble. Es folgten zahlreiche Auftritte in Fernsehserien, Filmen und Fernsehfilmen zwischen 1981 und 2017.
Ab 1995 lehrte Vozoff Schauspiel am Weiterbildungsinstitut UCLA Extension der University of California (UCLA) in Los Angeles – bis 2001. 1999 gründete sie das Theatre Group Studio in Los Angeles, dessen künstlerische Leiterin sie ist.
Sie adaptierte und inszenierte die Tragikomödie Gläubiger des schwedischen Dramatikers August Strindberg und schrieb eigene Bühnenstücke, darunter Heritage, Rendezvous, Speak to Me, Release und Sin. Zuletzt veröffentlichte sie ihr Bühnenstück The Assassination of Heinrich Reinebach (deutsch: Die Ermordung von Heinrich Reinebach) mit dem Theatre Group Studio.
Zwei von Vozoffs Einaktern, What's Mine und Speak to Me, wurden im Herbst 2016 am Theatre for the New City im New Yorker Stadtteil East Village aufgeführt; bei beiden Stücken führte sie Regie und spielte eine der Rollen. Außerdem spielte sie die Eleonora Duse in Eduardo Machados Bühnenstück Acting.
Im Jahr 2017 hatte sie ein Gastrolle in der Fernsehserie Rebel des Senders BET und in Major Crimes.
Im deutschsprachigen Raum wurde sie unter anderem von Barbara Adolph, Maria Theresia „Maresi“ Bischoff-Hanft, Astrid Boner, Christine Gerlach, Karin Kernke, Renate Krößner, Helga Lehner, Luise Lunow, Christel Merian, Hannelore Minkus, Inken Sommer und Ursula Vogel synchronisiert.

## Filmografie (Auswahl)

### Film
- 1984: Triple Trouble
- 1984: Impulse – Stadt der Gewalt
- 1985: Kalifornien, ich komme! (Fernsehfilm)
- 1986: Spur der Angst (Fernsehfilm)
- 1986: Restrisiko (Fernsehfilm)
- 1988: Liebe ist mein Geschäft (Fernsehfilm)
- 1988: Schwestern – Ein neuer Anfang (Fernsehfilm)
- 1988: Velvet Dreams – Wenn Träume tödlich enden
- 1988: Double Revenge
- 1988: Eine tödliche Affäre (Fernsehfilm)
- 1988: Killer Instinct (Fernsehfilm)
- 1988: Flug ohne Rückkehr (Fernsehfilm)
- 1989: Cast the First Stone (Fernsehfilm)
- 1990: Tochter der Nacht (Fernsehfilm)
- 1990: Joshuas Herz (Fernsehfilm)
- 1991: One Special Victory (Fernsehfilm)
- 1992: Wie ein Licht in dunkler Nacht
- 1993: Mein Vater – Mein Freund
- 1993: 4 himmlische Freunde
- 1994: Eiskalt und gefährlich (Fernsehfilm)
- 1998: Hollyweird (Fernsehfilm)
- 1999: Snooze (Kurzfilm)
- 2002: Out of Habit (Kurzfilm)
- 2004: Chaos Theory (Kurzfilm)
- 2006: No. 6 (Kurzfilm)

### Fernsehserie
- 1975: Kojak – Einsatz in Manhattan
- 1981: Unsere kleine Farm
- 1982: Cagney & Lacey
- 1982: Gavilan
- 1983: Knight Rider
- 1984: Polizeirevier Hill Street
- 1984: Rituals[5]
- 1989: Inspektor Hooperman
- 1989: Die besten Jahre
- 1990: Matlock
- 1991: Fernsehfieber
- 1991: China Beach
- 1992: Beverly Hills, 90210
- 1986–1992: L.A. Law – Staranwälte, Tricks, Prozesse
- 1992: Picket Fences – Tatort Gartenzaun
- 1992: Zurück in die Vergangenheit
- 1991–1993: Ehekriege
- 1993: Die Staatsanwältin und der Cop
- 1994: Rebel Highway
- 1994: Emergency Room – Die Notaufnahme
- 1995: The Invaders – Invasion aus dem All (Miniserie)
- 1994–1996: Party of Five
- 1996: Murder One
- 1996: Melrose Place
- 1997–2004: New York Cops – NYPD Blue
- 2000: The Huntress
- 2000: That’s Life
- 2001: Star Trek: Raumschiff Voyager
- 2001: Six Feet Under – Gestorben wird immer
- 2012: The Mentalist
- 2013: American Horror Story
- 2017: Rebel
- 2017: Major Crimes